# Isgaard
 (décembre 2022).
Si vous disposez d'ouvrages ou d'articles de référence ou si vous connaissez des sites web de qualité traitant du thème abordé ici, merci de compléter l'article en donnant les références utiles à sa vérifiabilité et en les liant à la section « Notes et références ».
Isgaard Marke (née en 1972 à Husum) est une chanteuse allemande.

## Biographie
Après des études de chant lyrique, poussée par son compagnon Jens Lueck, Isgaard participe à la sélection de l'Allemagne pour le concours Eurovision de la chanson 2003 et prend la 7e place avec Golden Key. Son album du même nom a un succès moyen en Allemagne et atteint le top 10 aux Philippines. L'album sort dans plus de 15 pays et comprend Dreams Will Never Die, un duo avec Piero Mazzocchetti. Des vidéos sont tournées pour Earth Song (reprise de Michael Jackson) et 'Dreams Will Never Die (en solo).
Malgré son succès international, elle perd son contrat avec Edel et peu de temps après en signe un nouveau avec Flat Earth Records, une petite maison de disques de Hambourg, où elle sort Secret Gaarden.
Le single caritatif One World sort en 2005, avec Kind of Blue et David Serame, les bénéfices vont à l'organisation humanitaire Misereor qui fait des actions en Asie du Sud. À cet égard, il y a de graves problèmes de distribution et une mauvaise acceptation des médias (la plupart des stations de radio considèrent que les artistes ne sont pas bien connus). Après une longue période, le troisième album, Wooden Houses, sort en octobre 2008.
Isgaard chante également dans le projet semi-classique à trois femmes La Tiara depuis 2010. En 2012, l'album Wir von Morgen, principalement en langue allemande, sort.
En 2010, elle est un featuring  sur l'album Stranger du duo électronique Rainbow Serpent.
En 2011, elle sort l'album CMI (Curfew meets Isgaard) - The Trip en coopération avec le projet londonien «Curfew», qui, comme les précédents albums d'Isgaard, est produit et composé par son compagnon Jens Lueck.
À partir d'octobre 2010, elle présente l'émission Island 63°-66°N with Isgaard avec le cinéaste animaliste Stefan Erdmann ; Jens Lueck écrit la musique.
En octobre 2012, son quatrième album Playing God sort avec le single du même nom, pour lequel un clip vidéo est tourné. Une deuxième vidéo de l'album est le titre Walking Down the Line.
En avril 2013, Isgaard commence à travailler avec Jens Lueck sur leur cinquième album Naked, sorti le 20 mars 2014. Le premier single de l'album s'appelle Bright Side et publié sous forme de clip vidéo. En 2015, elle travaille sur l'album Wind in the Woods de Syrinx Call, fruit d'une collaboration entre le flûtiste Volker Kuinke et le producteur d'Isgaard Jens Lueck.

## Discographie
Albums
- 2003 : Golden Key
- 2004 : Secret Gaarden
- 2008 : Wooden Houses
- 2012 : Playing God
- 2014 : Naked
- 2015 : The Early Days
- 2016 : Whiteout
- 2019 : Human

Singles
- 2000 : Ein schöner Tag (avec Schiller)
- 2001 : Dream of You (avec Schiller et Peter Heppner)
- 2003 : Golden Key
- 2003 : Earth Song (promo)
- 2005 : One World (avec Kind of Blue & David Serame)
- 2008 : Wooden Houses
- 2010 : Leave & Love (avec Rainbow Serpent)
- 2011 : Snowflakes in June (avec Curfew)
- 2012 : Playing God
- 2012 : Walking Down The Line
- 2014 : Bright Side
- 2014 : Overflow Part 2